# 泉南郡熊取町小4女児誘拐事件
泉南郡熊取町小4女児誘拐事件（せんなんぐんくまとりちょうしょうよんじょじゆうかいじけん）とは、2003年（平成15年）5月20日午後3時ごろに大阪府泉南郡熊取町七山で発生した失踪事件の通称で、大阪府警察による正式な呼称は泉南郡熊取町における小学生女児に対する未成年者略取誘拐事件。
2023年10月現在も解決に至っておらず、長期未解決事件となっている。また、事件が解決していないために詐欺事件も起こった（#関連事件参照）。

## 概要
2003年（平成15年）5月20日、熊取町の小学校に通う4年生の女児は学校行事である社会科見学を終えて同級生3人と一緒に帰宅。女児の自宅から560m離れた地点の交差点で同級生3人と別れ、さらに別の同級生が女児の自宅から400m離れた地点で女児を目撃したのを最後に忽然と姿を消した。女児はいつも自宅から50m離れた所にあるバス停の前を通って帰っていたが、同じ頃バス停に停車していたバスの運転手および乗客は女児を目撃していない。
18時半頃になって、家族が女児が帰宅していないことを学校に連絡。その日のうちに付近の住民の協力を得て捜索したものの、現在に至るまで発見につながる有力情報もなく、女児が当時身につけていたリュックサックや衣服などの遺留品も発見されていない。
失踪当日4台の不審車両が目撃されていた（後述）。さらに、2014年（平成26年）11月に新たな目撃証言がされた。
捜査特別報奨金（公的懸賞金制度）の指定事件となっており、女児の発見や被疑者の検挙に繋がる情報に対し300万円の懸賞金がかけられている。

## 事件発生当日の状況など
| 起床           | いつもより一時間早く起き、準備をした。 |                                                                                          |
| 登校           | いつも通り家を出る。 |                                                                                          |
| 小学校         | 大阪市下水道科学館に、バスで出かける。 |                                                                                          |
| 14時30分頃     | 小学校へ戻る。 |                                                                                          |
| 14時40分頃     | 見学日だったため、普段より30分早く下校。 | 「いつも待ち合わせて帰る近所の子」とは帰らず、同級生3人と帰る。                          |
| 14時57分       | 七山交差点。他の3人より60m先を歩いていたが、3人とあいさつをして別れた。 | 交差点から自宅まで560m                                                                   |
| 14時59分頃     | 「一度家に帰り、自転車で遊びに行こうとしていた同級生の男児B」とすれ違う。 | すれ違った地点から、自宅まで400m。「遅いねバイバイ」と言われ、女児は笑顔を返した。       |
| 15時00分頃     | 男児Bが目撃した地点から50m離れた丁字路で、白色のクラウンに男と小学生くらいの女の子が乗っていたのを目撃。助手席には白い服を着た女の子が俯いて座っていたという。 | 丁字路から自宅まで350m、男児Bとすれ違った地点からは50m先である。                         |
| 15時00分頃     | いつも通っていた商店前で、当時塗装作業していた男性や商店近くを歩いていた親子は女児を見ていない。当初、塗装作業をしていた男性は自宅の南東約200mの路上を女児が1人で歩いているのを目撃していた、と報道されていたが、男性は「リュックの女の子を見たけど、顔は見ていない」と話していたため、女児本人かは定かではない。 | 商店から自宅まで300m、男児Bとすれ違った地点からは100m先である。                          |
| 15時15分〜25分 | バス停で発車の時間待ちのため停車していたバスの運転手や乗客たちは女児を見ていない。近くの公民館前を通った男性看護師も、女児を見ていない。近所の集会で付近住民が公民館に集まっていたが、目撃者や声などを聞いたという証言がない（悲鳴があっても聞こえなかった可能性がある）。                                        | 自宅まで50m、男児Bとすれ違った地点からは350m先である。なお、このバス停は後に廃止された。 |
| 17時00分       | 兄が、女児が帰って来ていないことに気づく。 |                                                                                          |
| 18時30分       | 家族や付近の住民で探し始める。 |                                                                                          |
| 19時30分頃     | 警察に通報。 | その後、誘拐を想定し警察が女児宅に待機していたが、電話はかかってこなかった。             |

14時59分に男児Bとすれ違ってから自宅までの400mの間に連れ去られたといわれていたが、その100m先の商店や通行人には目撃されていないため、商店の近くに行くまでの間に女児の身に何かが起きたと考えられ、自動車での連れ去りということで捜査が進められているが、進展していない。

## 報道された捜査内容
報道されたものや警察より発表された捜査状況など
- 女児がいつもの下校時刻より30分早く帰っていることから、犯人が特定の女児を狙ってさらったとは考えにくいため、計画的な誘拐ではなかったという警察の見方もある。
- 女児は性格が大人しく、「人見知りをするタイプで、知らない人についていくことは考えにくい」とのことで、顔見知りの人物に車に乗せられたのではないかという視点でも捜査が進められている。
- 女児が無理矢理乗せられたか、または誘われて車に乗った瞬間の目撃証言がない。また悲鳴を聞いたというような証言もない。
- 付近に交通事故や転落が起こった形跡はない。
- 極めて短時間のうちに女児を連れ去っていることから、自動車だけでなくオートバイでの連れ去りも視野に入れた捜査をしている。
- 付近の山林やダムも捜索し、周辺のため池の水も抜いて調べたが、何も出てこなかった。

## 目撃情報

### 不審車両
事件当日、通学路の付近で10台あまりの車が通行していたが、赤いスポーツカーと白のバン以下の車種が捜査線上に挙げられている。なお、現在に至るまで所有者や車種、ナンバーなどについてはいずれも特定できていない。この2台はいずれも、現場近くの路上で駐車されていたことが確認されている。
黒っぽいセダンが、女児が姿を消す前から七山地区で5回の目撃証言があり、現場付近を徘徊していた可能性が指摘されている。また、女児の消えた15時頃、自宅前を猛スピードで走り去るところを近隣住民が目撃している。
白色のセダン（クラウンもしくはカムリ）が現場近くの路上に停められており、運転席に「短髪の男」が乗っていたという目撃証言がある。
2014年（平成26年）11月に出された新たな目撃証言として、車種不明の白色の乗用車の情報が寄せられている。なお、先述の2台と同じ車種という可能性も指摘されている。

### 不審者（2018年・平成30年に公表された情報）
2018年（平成30年）5月、泉佐野署捜査本部は、事件当日の15時頃（前述の男児Bによる目撃時間から僅か1分後）に女児の自宅から南西に約350メートル離れた丁字路（男児Bが目撃した地点から50メートル）で、白色のクラウンに男と小学生くらいの女の子が乗っていたという新証言を2013年（平成25年）5月に得たことを明らかにした。
目撃者によると邪魔な位置に白いクラウンが停まっており、タクシーが迫る中で追い越しの際に白いクラウンを見ると運転席に座っていた男と目が合い、助手席には白い服を着た女の子が俯いて座っていたという。事件当時の女児は小学校の制服である白いブラウスを着ており、服装が一致しているため大阪府警はこの目撃を有力視し、車の女の子は被害女児であると見ている。
目撃されたクラウンは角張った車体が特徴で、1982年（昭和57年）から1991年（平成3年）製130系の旧型車両。対象車両は約2300台であり、当時の所有者に事情を聞くなどしているが有力な情報は得られていない。

## その他
- 泉佐野署は2003年6月19日朝になって約2900人を投入して一斉捜索を始め(この時点では有力な手がかりはないとしている)[7]、範囲を府内全域に加え和歌山県岩出町などにも広げ7万枚のチラシを作成し配布、また最終目撃地点が自宅から約400mに拡大したとした[8]。
- 6月19日の新聞には教諭の両親がそれぞれ記述した手記が共同通信社等に寄せられ掲載された、母親の手記は女児に語りかける体のもので「必ず助けてあげるから頑張ってね。」と結ばれていた[9][10]。
- 女児は自宅近くに通りかかった際、学校が指定した普段の通学路から外れ、車の通り抜けられない小道を通って帰宅する日もあった[11]。
- 2014年（平成26年）1月12日、発生から10年以上経過して成人式が執り行われた。なお、3月31日で女児は20歳を迎える[12]。
- 2009年（平成21年）に写真週刊誌のフライデーが、元担当刑事の証言を根拠として「不明女児が北朝鮮に拉致された」とする記事を発表し、不明女児の特定失踪者リスト入りが近いと報じた[13]事がある。同会代表の荒木和博はこの報道の時点で本事件の存在を把握しており、西岡昌紀ら北朝鮮による日本人拉致問題への強い関心を公言している著名人も本事件の拉致の可能性を指摘しているが[14]、2019年（令和元年）現在特定失踪者問題調査会リスト入りは確認されておらず、不明女児は特定失踪者としては扱われていない。

## 関連事件
誘拐未遂事件
- 事件の2か月前（2003年〈平成15年〉3月）にも、熊取町内の女児（小学6年生）が下校途中に男に声をかけられ、車に連れ込まれそうになる事件が起きていたことも判明したため、本事件との関連も指摘されている[要出典]。

詐欺事件
- 事件から1年2か月経った2004年（平成16年）7月、大阪府堺市に住む無職の男女計2名が共謀し、女児の父親に「（女児は）三重県にいるようだ。会うには金がいる」とうその捜索話を持ちかけ、「交通費」の名目で10万円を騙し取る事件が発生。
2008年（平成20年）11月までに約470回にわたり「お宅の娘さんを助けたが、救出に費用がかかった」といううその話を持ちかけ、以後「女児の捜索費」「救出後の生活費」などの名目で総額約7,000万円余りを騙し取ったことが明らかになったため、同年12月6日に大阪府警が詐欺容疑でこの男女を逮捕した[15]。詐欺犯は騙し取った金を生活費や遊興費（ギャンブル）などでほとんど浪費したという。
この詐欺事件の裁判が大阪地裁堺支部で行われ、2009年（平成21年）5月22日に、共犯の女に懲役2年執行猶予4年の判決が言い渡された[16]。同年10月5日に、主犯の男に懲役9年の刑が言い渡された[17]。

名誉毀損事件
- 2010年（平成22年）11月12日、インターネット掲示板2ちゃんねるに行方不明になった女児を「誘拐し、殺害し、樹海に捨てた」などと中傷する書き込みの事件が発生。警察は名誉毀損罪で捜査を開始し、2011年2月4日に容疑者の男を名誉毀損容疑で逮捕した[18]。